# John Walter Gregory
John Walter Gregory, FRS, FRSE FGS LLD (1864 – 1932) va ser un explorador i geòleg anglès, conegut principalment per la seva tasca en geologia glacial i en la geografia i geologia d'Austràlia i Àfrica Oriental.
El Gregory Rift en el Great Rift Valley l'honora.
El treball polar i glacial de Gregory va conduir a la seva breu selecció i servei el 1900-1 com a director del personal científic civil de l'Expedició Discovery. L'expedició estava en curs de planificació durant aquest període i encara no havia marxat cap a l'Antàrtida quan Gregory es va veure obligat a renunciar a la seva posició després d'haver-se assabentat que el comandant de l'expedició seria Robert Falcon Scott.

## Obres seleccionades
- The living races of mankind: a popular illustrated account of the customs, habits, pursuits, feasts and ceremonies of the races of mankind throughout the world By Henry Neville Hutchinson, John Walter Gregory, Richard Lydekker (1902) D. Appleton.[2][3][4][5][6]
- The Living Races of Mankind By Richard Lydekker, Henry Neville Hutchinson, John Walter Gregory (1985) Mittal Publications Volume 2[7][8][9][10]
- Gregory, J. W.. The Dead Heart of Australia: A Journey Around Lake Eyre in the Summer of 1901–1902, with some account of the Lake Eyre basin and the flowing wells of central Australia.  J. Murray, 1906, p. 384 pages.
- Gregory, J.W. 1911. The terms "Denudation," "Erosion," "Corrosion," and "Corrasion". The Geographical Journal 37(2):189–195.
- Gregory, J.W. 1914. The lake system of Westralia. The Geographical Journal 43(6):656–664.
- Gregory, J.W., Evans, J.W., Lamplugh, Mr. and Freshfield, D. 1917. Erosion and resulting land forms in sub-arid Western Australia, including the origin and growth of dry lakes: discussion. The Geographical Journal 50(6):434–437.